# Stefan Nejtschew
Stefan Nejtschew (bulgarisch Стефан Нейчев; * 11. April 1939) ist ein ehemaliger bulgarischer Radrennfahrer.

## Sportliche Laufbahn
1961 und 1962 gewann er jeweils eine Etappe der Bulgarien-Rundfahrt. In der heimischen Rundfahrt wurde er 1964 Zweiter hinter dem Sieger Boris Botschew. In der Jugoslawien-Rundfahrt 1964 kam er auf den 4. Platz.
1959 (44.), 1960 (57.), 1962 (40.), 1964 (24.), 1965 (53.) und 1968 (27.) fuhr er die Internationale Friedensfahrt.